# Denkmal für Freisinger Gelehrte

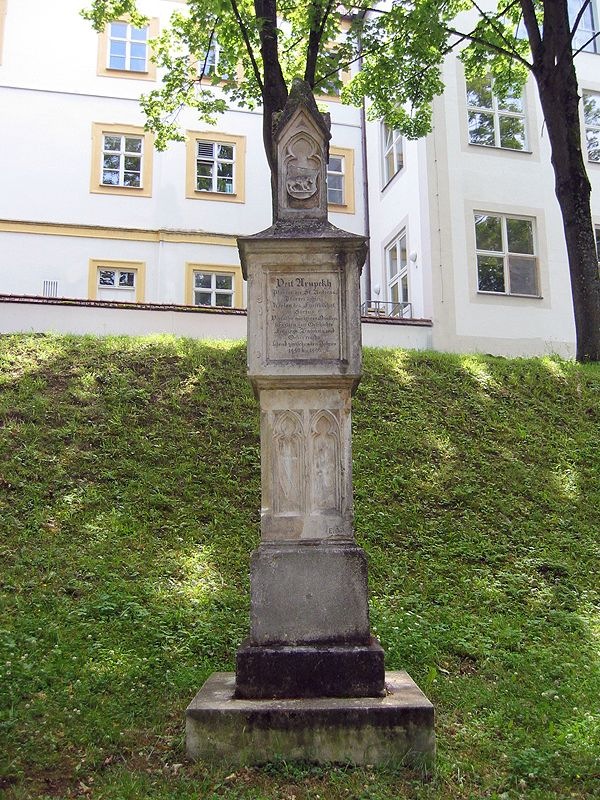
Das Denkmal auf dem Domberg

Das Denkmal für Freisinger Gelehrte ist ein kleiner, etwa zwei Meter hoher Gedenkstein auf dem westlichen Domberg in Freising (Oberbayern). Er wurde Mitte des 19. Jahrhunderts unterhalb der Fürstbischöflichen Residenz in Form einer gotischen Fiale errichtet. Das Denkmal erinnert an die drei Freisinger Gelehrten Veit Arnpeck, Rupprecht von Freising und Joachim Haberstock. Als Schöpfer gelten die Freisinger Steinmetze Einsele, deren Signum sich am Fuß des Denkmals befindet.
In den steinernen Kassetten des Denkmals geben Inschriften Auskunft über das Leben der drei Gelehrten:
- Veit Arnpeck (nach vorne)
Veit Arnpekh / Pfarrer der St. Andreas / Pfarrei dahier, / Kaplan des Fürstbischof / Sixtus / Verfasser wichtiger Quellen- / schriften zur Geschichte / Freisings, Bayerns und / Oesterreichs / lebend zwischen den Jahren / 1440 bis 1496.
- Rupprecht von Freising (zur Linken)
Rupprecht / von Freising / Verfasser / eines der ältesten deutschen / Rechtsbücher, / lebend in der Zeit / von 1292 bis 1328.
- Joachim Haberstock (zur Rechten)
Joachim / Haberstock / Lateinischer Dichter / geboren zu Freising 1538 / gestorben als / Stadtschreiber / zu Landshut 2. Juli 1571.

An der Stirnseite befindet sich über der Kassette ein Relief, das das Freisinger Stadtwappen mit dem Bären des Heiligen Korbinian zeigt. Beim Luftangriff auf Freising am 18. April 1945 wurde das Denkmal beschädigt.